# ポロ様キナーゼ
ポロ様キナーゼ（ポロようキナーゼ、英: Polo-like kinase、略称: Plk）は細胞周期を調節するセリン/スレオニンキナーゼであり、有糸分裂の開始、終結、紡錘体の形成、細胞質分裂、減数分裂に関与する。Plkはショウジョウバエ、出芽酵母、分裂酵母のゲノムには1つしかコードされていないが（それぞれPolo、Cdc5、Plo1）、脊椎動物ではPlk1（ツメガエルではPlx1）、Plk2/Snk（Plx2）、Plk3/Prk/FnK（Plx3）、Plk4/Sak、Plk5を含む、多数のPlkファミリーのメンバーが存在する。Plkファミリーのメンバーの中では、哺乳類のPlk1が最も広く研究されている。有糸分裂と細胞質分裂の間、Plkは中心体、キネトコア、中央紡錘体を含むいくつかの構造体と結合している。

## 構造
Plkのセリン/スレオニンキナーゼドメインはタンパク質のN末端に位置する。調節ドメインはC末端に位置し、polo box domain（PBD）と呼ばれる2つの特徴的なモチーフを含んでいる。PBDはPlkの基質特異性を助け、有糸分裂時に特定の分裂期構造体へPlkを局在させる。こうした構造体には、M期序盤における中心体、後期の序盤と終盤におけるスピンドルミッドゾーン（spindle midzone、紡錘体の中央領域)、細胞質分裂時の中央体が含まれる。

## 調節
Plkは、上流のキナーゼとホスファターゼの作用や、特定の細胞内構造体への局在によって、タンパク質合成と分解のレベルで制御されている。Plkは触媒ドメインのTループ（または活性化ループ）と呼ばれる短い領域内部のリン酸化によって活性化され、ループ内にはいくつかのセリン/スレオニンのリン酸化部位が同定されている。Plkk1とプロテインキナーゼA（PKA）がin vitroでPlk1をリン酸化することが示されている。Plk1のPBDはリン酸化ペプチド結合モチーフであり、基質認識や局在に重要である。有糸分裂の終結時には、Plkはユビキチンリガーゼである後期促進複合体（APC）と接触し、ユビキチン-プロテアソーム経路を介して分解される。

## 有糸分裂
Plkはサイクリン依存性キナーゼ（Cdk）と協働して細胞分裂を組織化していることが知られている。M期への移行はCdk1-サイクリンBの活性化を介して制御される。Cdc25はCdk1を脱リン酸化し、有糸分裂の開始を促進するホスファターゼである。Plk1はPBDを介してリン酸化されたCdc25に結合する。PlkはCdc25をリン酸化し、それによってCdc25と間接的にCdk1を調節する。ヒトでは、Cdc25の核外搬出シグナル内のセリン残基（Ser198）のリン酸化はCdc25の核内への蓄積を促進する。PBDは特定のセリン/スレオニン部位が既にリン酸化されたタンパク質に対して高い親和性を有する。このことは、ドッキング部位を形成するためにPlk自身またはCdk1などの他のキナーゼによる基質のプライミングが必要であることを意味しいている。しかし、結合に寄与する、リン酸化非依存的な構造的特徴が存在する可能性もある。Plo1（出芽酵母のPlk）は細胞分裂に必要な遺伝子の発現を制御するポジティブフィードバックループの一部を構成している。
PlkはG2期からM期への移行に必要であることも示されている。紡錘体極の形成にはPlk1が必要であり、Plk1が存在しなければγ-チューブリンなど一部のタンパク質は中心体の成熟のために紡錘体極へリクルートされなくなる。微小管の核形成やダイナミクスに関与が示唆されているものの中でPlk1の基質で結合パートナーである可能性があるものとしては、微小管切断タンパク質カタニン、微小管安定化タンパク質TCTP、微小管不安定化タンパク質スタスミンが同定されている。
また、Plkは染色体分離と有糸分裂の終結にも必要である。PlkはCdk1と協働してAPCのいくつかのサブユニットを制御する。ヒトのPLK1は、APCの阻害因子であるEMI1をリン酸化する。Plkの機能不全は一般的に後期の正常な開始を阻害することから、PlkがAPC活性の制御に寄与していることが示唆される。Plk1は有糸分裂時にキネトコアと結合する。Plkが機能しない場合、二極型の紡錘体形成は起こらず、紡錘体チェックポイントの活性化のために細胞周期は前中期で停止する。Plk1の機能は阻害的なチェックポイントシグナルの緩和に重要である可能性がある。その場合、Plk1は全ての染色体が紡錘体に完全に接着した際の有糸分裂の進行の再開に寄与している可能性がある。

## 減数分裂
ハエと酵母のモデルから、Plkが減数分裂時のより複雑な染色体分離のパターンを調整していることが明らかにされている。出芽酵母のCdc5は減数第一分裂の際に染色体の腕からのコヒーシンの除去、相同染色体の配向の整列、そして乗換えの解消に必要である。Cdc5は分裂期のコヒーシンを直接リン酸化し、染色体の腕からの解離を促進して組換えを可能にするが、これは減数第一分裂期のセントロメア領域では起こらない。一部の酵母のcdc5変異体では減数第一分裂期に二極型ではなく一極型の姉妹キネトコアの接着が生じるが、これはモノポリンと呼ばれるタンパク質複合体がキネトコアに局在できないためである。

## 細胞質分裂
Plkが細胞質分裂の過程に関与していることは、分裂酵母で最初に示された。Plo1の過剰発現によって細胞周期のどの段階においても隔壁の形成が駆動されるが、plo1変異体では形成が起こらない。Mid1と呼ばれるタンパク質は収縮環が形成される場所を決定し、Plkによるリン酸化によって核外へ移行することが示されている。哺乳類のPlk1の細胞質分裂における役割に関する近年の研究からは、キネシン関連モータータンパク質MKLP2とダイニンのサブ構成要素であるNUDCが、PBDと相互作用するPlk1の基質としての可能性が示されている。MKLP2とNUDCはどちらもモータータンパク質活性と関係しており、中央紡錘体に局在する。PLK1はスピンドルミッドゾーンのセントラルスピンドリンサブユニットCYK4をリン酸化し、それによってRhoのGEFであるECT2がリクルートされてRhoAが活性化され、アクトミオシンによる環の収縮が活性化されることが明らかにされている。